# Трахтенберг, Павел Осипович
Трахтенберг, Павел Осипович (10 [23] сентября 1900, Тифлис (по другим данным м. Абас-Туман, Грузия) — 5 мая 1937, Ленинград) — один из первых главных конструкторов советской судостроительной промышленности. Немец, беспартийный, главный конструктор ЦКБ № 17 НКОП.
Участвовал в создании первых надводных кораблей советской постройки: сторожевых типа «Ураган», лидеров эсминцев типов «Ленинград» и «Минск», экспериментального эсминца «Серго Орджоникидзе».
Ответственный исполнитель проектных работ лидеров эскадренных миноносцев типа Ленинград.
Главный конструктор серийных эсминцев проекта 7 (типа «Гневный»).

## Биография
Родился 10 (23) сентября 1900 в Тифлисе, по другим сведениям в м. Абас-Туман (ныне посёлок Абастумани, Грузия) в семье отставного инженер-механика Российского флота Осипа Осиповича Трахтенберга, выходца из мещан Кронштадта, действительного статского советника, состоявшего на службе в Министерстве императорского двора.
В 1917 поступил в Петроградский политехнический институт, на кораблестроительное отделение. Окончил в 1929. Прерывал обучение в 1918—1921, работал в это время в Потийском морском порту.
В 1929—1930, после окончания института, конструктор технического бюро Северной (бывшей Путиловской) судостроительной верфи.
В 1930 переведён в Бюро специального проектирования Судопроверфи.
С 1931 работает во вновь организованном Центральном конструкторском бюро спецсудостроения (ЦКБС, ЦКБС-1, ЦКБ-17), сначала — руководителем группы, затем — ответственным исполнителем работ по проектам лёгких быстроходных кораблей. Участвует в создании первых надводных кораблей советской постройки: сторожевых типа «Ураган», лидеров эсминцев типов «Ленинград» и «Минск», экспериментального эсминца «Серго Орджоникидзе».
В марте 1935 неожиданно арестован «за сокрытие социального прошлого», но вскоре освобождён.
Осенью 1935 стал главным конструктором серийных эсминцев проекта 7 (типа «Гневный»).
В январе 1937, когда на стапелях и на плаву было уже 53 корабля этого проекта (из 83 запланированных к постройке), арестован по обвинению в участии в троцкистско-зиновьевской террористической вредительской организации.
На момент ареста жил в Ленинграде, на Загородном проспекте, 22, квартира 37. Арестован 18 января 1937. Выездной сессией Военной коллегии Верховного суда СССР в г. Ленинград 4 мая 1937 г. приговорён по ст. 58-7-8-11 УК РСФСР к высшей мере наказания. Расстрелян в Ленинграде 5 мая 1937.
29 июня 1957 Военная коллегия пересмотрела своё решение и реабилитировала Павла Осиповича Трахтенберга.

## Родственники
- мать — Нина Александровна Трахтенберг (Приданова), армянского происхождения;
- жена — Мария Петровна Арапова (правнучка Натальи Николаевны Гончаровой-Пушкиной-Ланской),
- сын — Александр Павлович Арапов.

- сестра — Наталья Осиповна Смирнова (Трахтенберг) (1894—1962),
- братья:
  - Георгий (4 декабря 1895—1978) — офицер флота, в звании от мичмана (1914) до капитана 1-го ранга ВМФ СССР. Участник 1-й мировой, гражданской (РККА) и 2-й мировой войн.
  - Александр (1898—1921), расстрелян за участие в Кронштадтском мятеже.
  - Михаил (родился в 1908).